# Gran Premi de Mònaco del 2016
El Gran Premi de Mònaco de Fórmula 1 de la temporada 2016 s'ha disputat al Circuit de Montecarlo, del 26 al 29 de maig del 2016.

### Notes

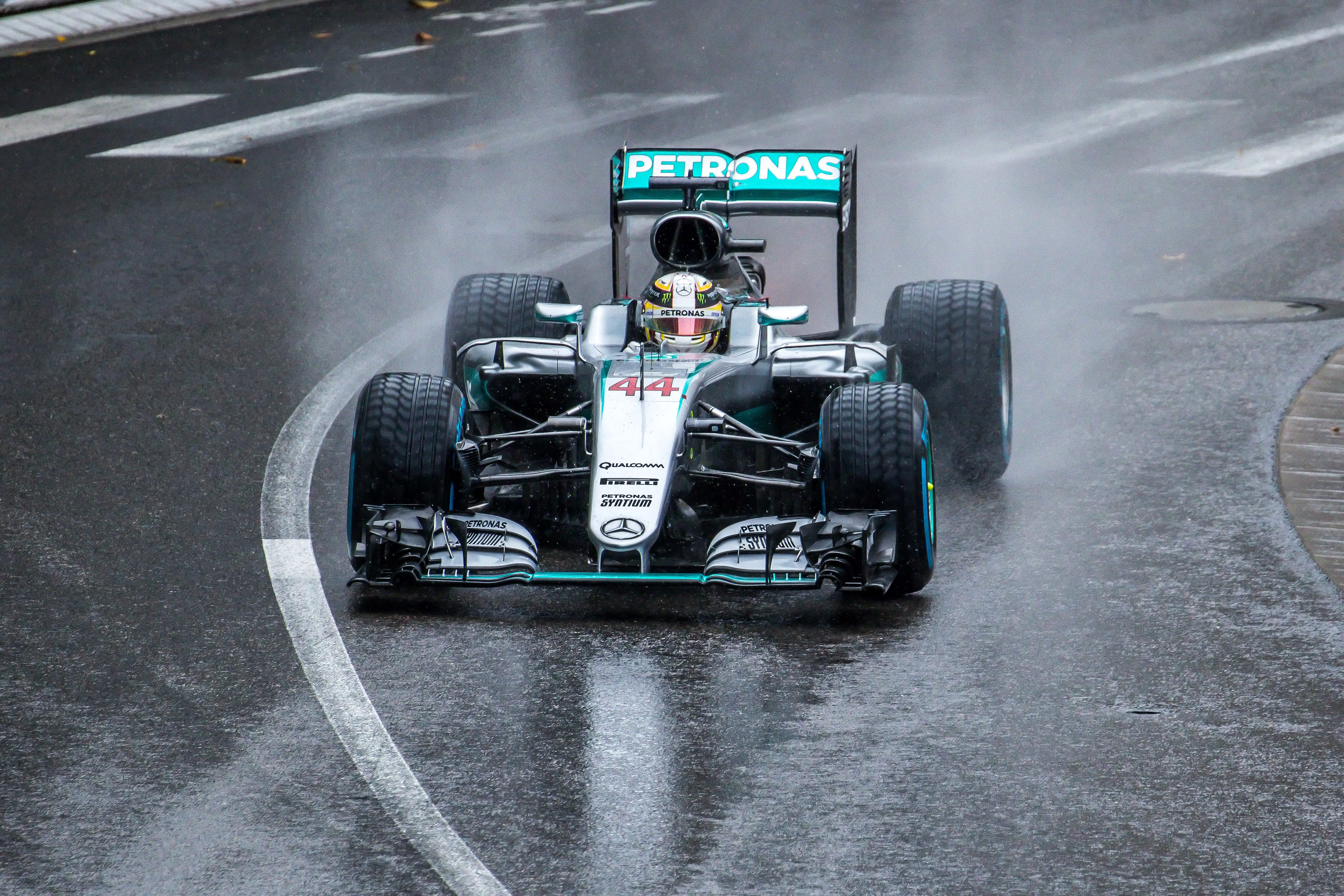
Lewis Hamilton guanyador de la carrera amb Mercedes.

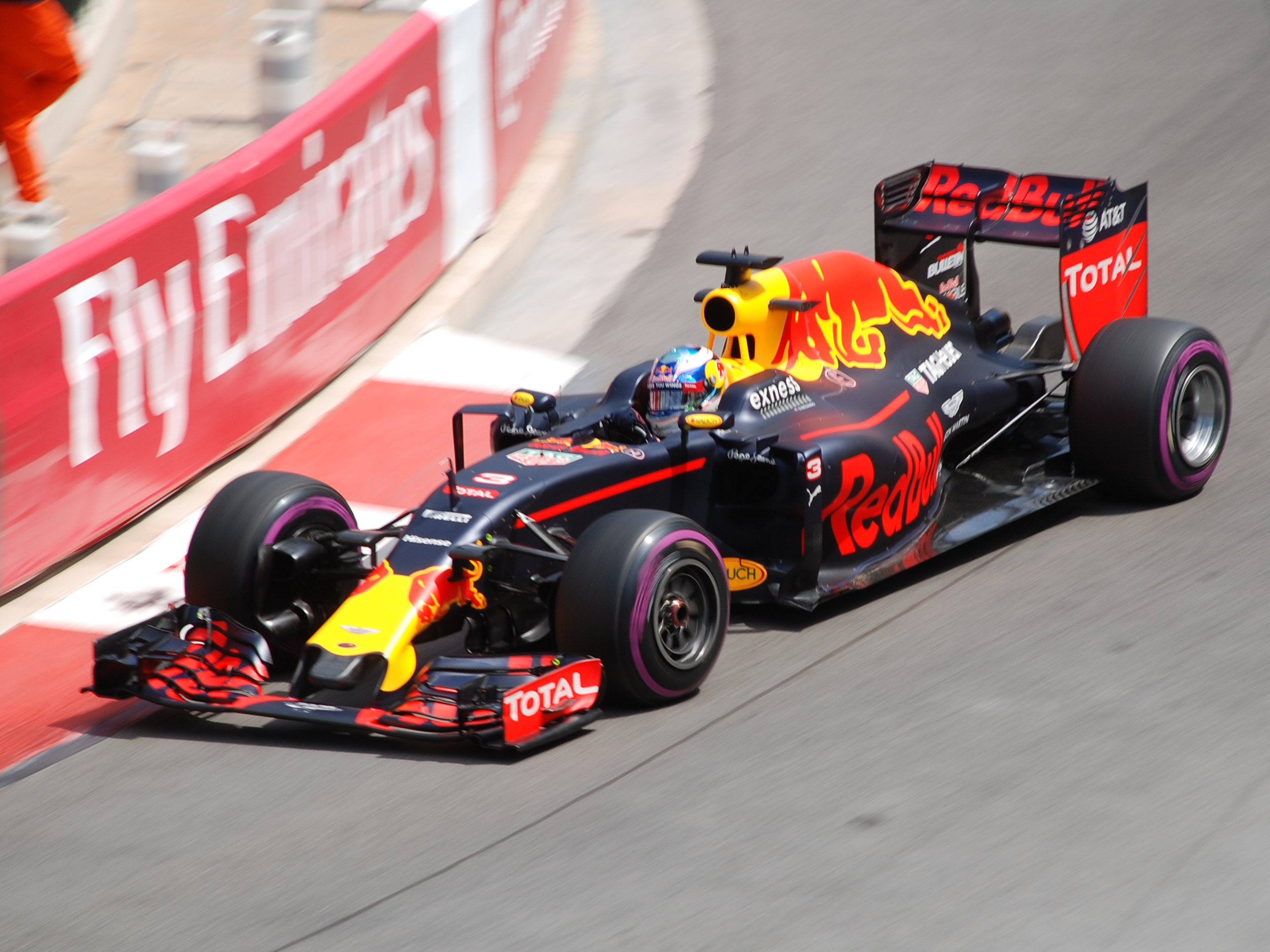
Daniel Ricciardo va fer la seva primera pole position i va acabar segon.

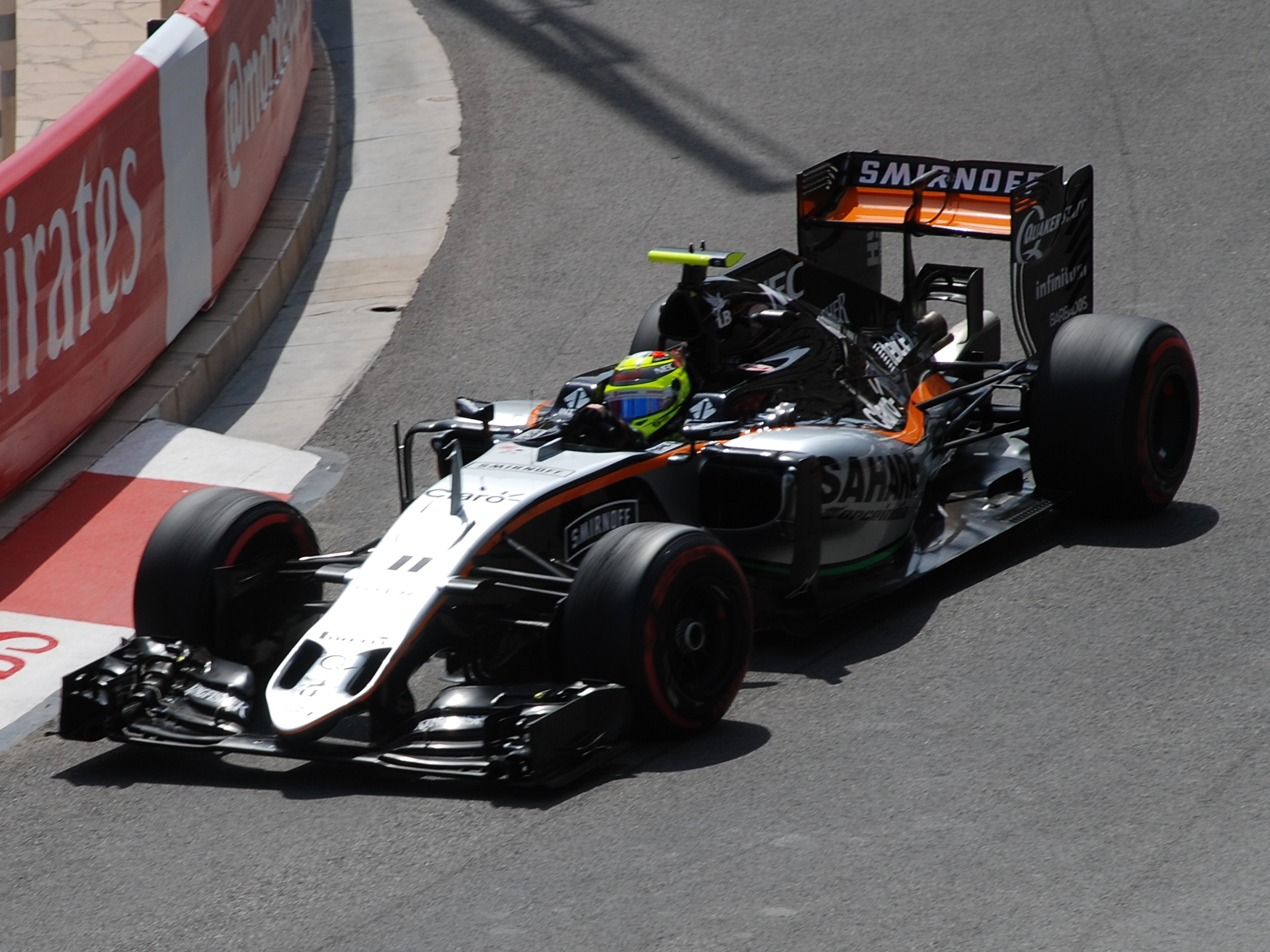
Checo Pérez amb Force India va finalitzar tercer.

## Resultats de la qualificació
| Pos                  | No | Pilot             | Constructor          | Part 1      | Part 2   | Part 3   | Sortida |
| -------------------- | -- | ----------------- | -------------------- | ----------- | -------- | -------- | ------- |
| 1                    | 3  | Daniel Ricciardo  | Red Bull-TAG Heuer   | 1:14.912    | 1.14.357 | 1:13.622 | 1       |
| 2                    | 6  | Nico Rosberg      | Mercedes             | 1:14.873    | 1:14.043 | 1:13.791 | 2       |
| 3                    | 44 | Lewis Hamilton    | Mercedes             | 1:14.826    | 1:14.056 | 1:13.942 | 3       |
| 4                    | 5  | Sebastian Vettel  | Ferrari              | 1:14.610    | 1:14.318 | 1:14.552 | 4       |
| 5                    | 27 | Nico Hülkenberg   | Force India-Mercedes | 1:15.333    | 1:14.989 | 1:14.726 | 5       |
| 6                    | 7  | Kimi Räikkönen    | Ferrari              | 1:15.499    | 1:14.789 | 1:14.732 | 11*     |
| 7                    | 55 | Carlos Sainz Jr.  | Toro Rosso-Ferrari   | 1:15.467    | 1:14.805 | 1:14.749 | 6       |
| 8                    | 11 | Sergio Pérez      | Force India-Mercedes | 1:15.328    | 1:14.937 | 1:14.902 | 7       |
| 9                    | 26 | Daniil Kvyat      | Toro Rosso-Ferrari   | 1:15.384    | 1:14.794 | 1:15.273 | 8       |
| 10                   | 14 | Fernando Alonso   | McLaren-Honda        | 1:15.504    | 1:15.107 | 1:15.363 | 9       |
| 11                   | 77 | Valtteri Bottas   | Williams-Mercedes    | 1:15.521    | 1:15.273 |          | 10      |
| 12                   | 21 | Esteban Gutiérrez | Haas-Ferrari         | 1:15.592    | 1:15.293 |          | 12      |
| 13                   | 22 | Jenson Button     | McLaren-Honda        | 1:15.554    | 1:15.352 |          | 13      |
| 14                   | 19 | Felipe Massa      | Williams-Mercedes    | 1:15.710    | 1:15.385 |          | 14      |
| 15                   | 8  | Romain Grosjean   | Haas-Ferrari         | 1:15.465    | 1:15.571 |          | 15      |
| 16                   | 20 | Kevin Magnussen   | Renault              | 1:16.253    | 1:16.058 |          | 16      |
| 17                   | 9  | Marcus Ericsson   | Sauber-Ferrari       | 1:16.299    |          |          | 17      |
| 18                   | 30 | Jolyon Palmer     | Renault              | 1:16.586    |          |          | 18      |
| 19                   | 88 | Rio Haryanto      | Manor-Mercedes       | 1.17.295    |          |          | 19      |
| 20                   | 94 | Pascal Wehrlein   | Manor-Mercedes       | 1:17.452    |          |          | 20      |
| 21                   | 33 | Max Verstappen    | Red Bull-TAG Heuer   | 1:22.467    |          |          |         |
| Temps 107%: 1:22.632 |    |                   |                      |             |          |          |         |
| 22                   | 12 | Felipe Nasr       | Sauber-Ferrari       | Sense temps |          |          |         |
| Font:                |    |                   |                      |             |          |          |         |

## Resultats de la Cursa
| Pos   | No | Pilot             | Constructor          | Voltes | Temps / Retirada | Pos.Sortida | Punts |
| ----- | -- | ----------------- | -------------------- | ------ | ---------------- | ----------- | ----- |
| 1     | 44 | Lewis Hamilton    | Mercedes             | 78     | 1:59:29.133      | 3           | 25    |
| 2     | 3  | Daniel Ricciardo  | Red Bull-TAG Heuer   | 78     | +7.252 s         | 1           | 18    |
| 3     | 11 | Sergio Pérez      | Force India-Mercedes | 78     | +13.825 s        | 7           | 15    |
| 4     | 5  | Sebastian Vettel  | Ferrari              | 78     | +15.846 s        | 4           | 12    |
| 5     | 14 | Fernando Alonso   | McLaren-Honda        | 78     | +1:25.076 min.   | 9           | 10    |
| 6     | 27 | Nico Hülkenberg   | Force India-Mercedes | 78     | +1:32.999 min.   | 5           | 8     |
| 7     | 6  | Nico Rosberg      | Mercedes             | 78     | +1:33.920 min.   | 2           | 6     |
| 8     | 55 | Carlos Sainz Jr.  | Toro Rosso-Ferrari   | 77     | +1 volta         | 6           | 4     |
| 9     | 22 | Jenson Button     | McLaren-Honda        | 77     | +1 volta         | 13          | 2     |
| 10    | 19 | Felipe Massa      | Williams-Mercedes    | 77     | +1 volta         | 14          | 1     |
| 11    | 21 | Esteban Gutiérrez | Haas-Ferrari         | 77     | +1 volta         | 12          |       |
| 12    | 77 | Valtteri Bottas   | Williams-Mercedes    | 77     | +1 volta*        | 10          |       |
| 13    | 8  | Romain Grosjean   | Haas-Ferrari         | 76     | +2 voltes        | 15          |       |
| 14    | 94 | Pascal Wehrlein   | Manor-Mercedes       | 76     | +2 voltes*       | 20          |       |
| 15    | 88 | Rio Haryanto      | Manor-Mercedes       | 75     | +3 voltes        | 19          |       |
| Ret   | 9  | Marcus Ericsson   | Sauber-Ferrari       | 54     | Col·lisió        | 17          |       |
| Ret   | 12 | Felipe Nasr       | Sauber-Ferrari       | 51     | Col·lisió        | 21          |       |
| Ret   | 20 | Kevin Magnussen   | Renault              | 35     | Accident         | 16          |       |
| Ret   | 33 | Max Verstappen    | Red Bull-TAG Heuer   | 35     | Accident         | 22          |       |
| Ret   | 26 | Daniil Kvyat      | Toro Rosso-Ferrari   | 21     | Col·lisió        | 8           |       |
| Ret   | 7  | Kimi Räikkönen    | Ferrari              | 12     | Accident         | 11          |       |
| Ret   | 30 | Jolyon Palmer     | Renault              | 8      | Accident         | 18          |       |
| Font: |    |                   |                      |        |                  |             |       |